# Wash (kung)

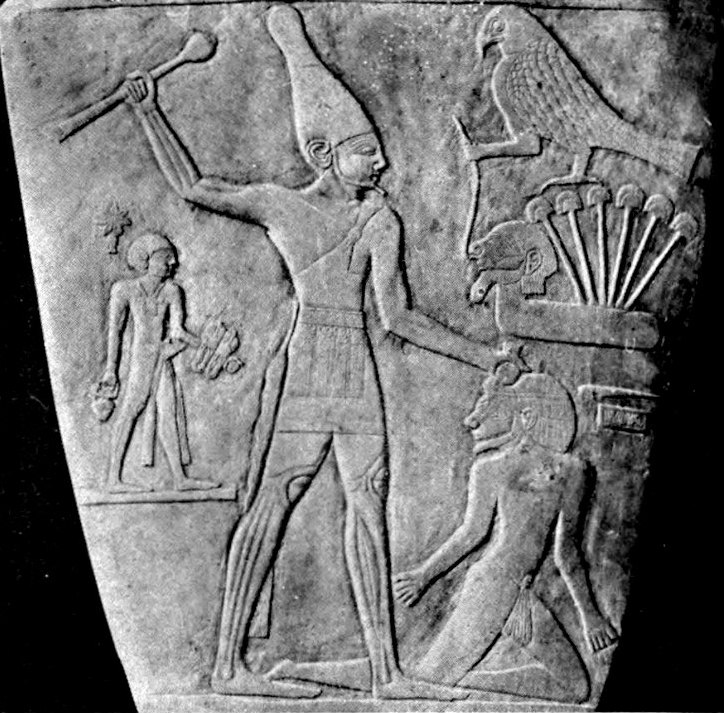
Kung Narmer besegrar Wash, Narmerpaletten.

Wash var en kung under den fördynastiska perioden i det antika Egypten för cirka 5 000 år sedan. Hans existens är dock omstridd, eftersom han endast omnämns en gång, som fånge, på Narmerpaletten.

## Bakgrund
Det är oklart om Wash verkligen existerade. Han omnämns på en palett som upptäcktes av de brittiska arkeologerna James E. Quibell och Frederick W. Green under deras utgrävningar vid Horustemplet i Nekhen 1897–98 e.Kr. På palettens baksida avbildas en knästående fånge med ovanliga drag, som klubbas ihjäl av en betydligt större Narmer.
På palettens framsida finns två symboler vid Narmer, en kattfisk och en mejsel, och på baksidan är två andra symboler placerade vid fången: en harpun och en sjö. Genom att tillämpa samma rebus-princip som gav namnet 'Narmer' genom kombinationen av ordet för 'havskatt', n'r, och ordet för 'mejsel', mr, har harpunen och sjön kombinerats för att eventuellt bilda namnet Wash eller Washi, vilket i så fall skulle kunna vara namnet på en fångad konung. Det är värt att notera att namnet även skulle kunna vara en hänvisning till harpun-nomos (länet), ett område som låg i nordvästra Nildeltat vid gränsen till Libyen.
Om Wash var en verklig person kan han ha varit den siste härskaren i en nedre egyptisk dynasti baserad i Buto. Narmer är känd för att möjligen ha varit den kung som enade Nedre och Övre Egypten. Paletten behöver dock inte avbilda en verklig händelse utan kan istället vara en allegori för Narmers makt och hans rätt att härska.. Arkeologen Edwin van den Brink har hävdat att figuren på paletten egentligen föreställer en annan fördynastisk kung i Nedre Egypten, Hedju Hor, och att dennes serekh (heraldiska symbol), som liknar symbolerna vid fången, helt enkelt har misstolkats som namnet Wash.